# Bertil Halden
Bertil Halden, född 27 mars 1889 i Stockholm, död 3 april 1965 i Stocksund, var en svensk geolog, markforskare och växtgeograf.
Bertil Halden var son till telegrafkommissarien Anders Peter Erikson. Efter mogenhetsexamen i Hudiksvall 1907 studerade Halden vid Uppsala universitet och blev där filosofie magister 1911 samt filosofie licentiat och filosofie doktor 1917. Från 1914 tjänstgjorde Halden vid Sveriges geologiska undersökning som extrageolog och 1917–1919 som assistent. 1919 blev han extra lektor i botanik och marklära (med geologi och klimatologi) vid Skogshögskolan och var från 1939 extraordinarie lektor i botanik där. Halden blev dessutom 1919 speciallärare i allmän geologi vid Tekniska högskolan, där han från 1926 även var docent i geologi, och vid Artilleri- och ingenjörhögskolan föreläste han från 1929 ibland i geologi. Haldens huvudsakliga vetenskapliga produktion låg inom kvartärgeologin och den dynamiska geologin. Doktorsavhandlingen, Om torvmossar och marina sediment inom norra Hälsinglands litorinaområde (1917), gav viktiga upplysningar om sedimentationens säregna förlopp i terränger, som under landhöjningen varit skärgårdsområden, och genom samma arbete ställdes det gamla problemet rörande skalbankarnas bildning i väsentligt ändrad belysning. Halden bedrev även framgångsrika diatomacéstudier, vilka bland annat resulterade i en 1922 och 1929 framlagd metod att med diatomacéanalys bestämma de relativa förändringar i fråga om vattendjup, som inträtt under bildningen av marina lergyttjor. Halden intresserade även för de komplicerade kvartärgeologiska förhållandena i Siljanstrakten och offentliggjorde flera arbeten i ämnet 1929–1942. På marklärans område behandlade han främst frågor kring markfuktigheten och dennas fördelning i skogbeväxt respektive skoglös mark. Som växtgeograf skrev han även ett flertal botaniska uppsatser, bland annat Asken vid sin svenska nordgräns (1928), där han visade på kalken och särskilt förekomst av skalbankar för växterna utbredningsområden.